# Euridice (nimfă)

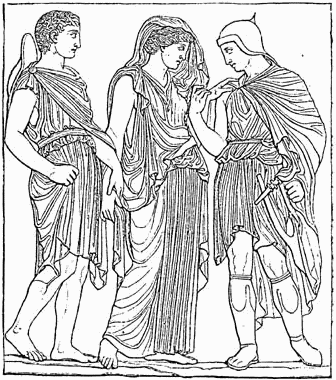
2. Despărțirea lui Orfeu de Euridice. Desen după relieful 1031 din Villa Albani, copie romană din sec. I e. n. după un relief attic consacrat divinităților din 420 î. Hr.

Euridice (în limba greacă Εὐρυδίκη) era, în mitologia greacă, o nimfă a copacilor, mai exact: o driadă, devenită celebră ca iubita lui Orfeu.

## Legenda
După despărțirea de argonauții lui Iason, cântărețul Orfeu s-a îndrăgostit de Euridice, dar fericirea lor a fost de scurtă durată. Există două versiuni despre  moartea nimfei din cauza mușcăturii unui șarpe veninos. După Vergiliu, ea era râvnită de Aristaeus care, urmărind-o o dată, a făcut-o să calce în goana ei pe un șarpe. Ovidiu povestește că nenorocirea ar fi avut loc pe când Euridice culegea flori cu suratele ei, naiadele. Orfeu o plânse îndelung și, nesuportând până la urmă despărțirea, a coborât în infern să o caute. El a reușit, cântând, să înmărmurească întregul Tartar și să-l înduplece chiar pe zeul Hades să-i dea iubita înapoi. Consimțământul de a o însoți pe Euridice pe calea spre lumea pământenilor, alături de călăuzitorul sufletelor, Hermes, i-a fost dat cu condiția de a nu se uita nici o clipă la ea. Frământat de temeri cum era, Orfeu nu a reușit să respecte această condiție; când mai avea doar un pas de făcut pentru a ieși la lumina zilei, el și-a întors capul și astfel și-a pierdut iubita pentru a doua oară. În pofida rugăminților eroului, care a rămas îndelung timp (la Vergiliu șapte luni, la Ovidiu șapte zile) în preajma râului Styx, înduioșând cu lira lui toate animalele sălbatice, Hades nu a mai eliberat-o pe Euridice.

## Sursele antice

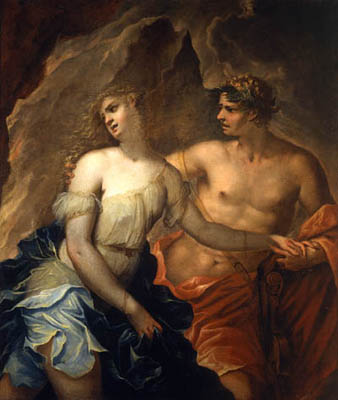
Federico Cervelli: Orfeu și Euridice, 159x134 cm, a doua jumătate a sec. XVII, Fondazione Querini Stampalia, Veneția